# Rowolaku
Rowolaku is een bestuurslaag in het regentschap Pekalongan van de provincie Midden-Java, Indonesië. Rowolaku telt 1950 inwoners (volkstelling 2010).